# Fajr
Fajr (arabisk: صلاة الفجر, ṣalāt al-faǧr) er en af islams fem tidebønner (salat). Fajr udføres mellem daggry og solopgang, og består af to Raka'ah.
| Islam | Spire Denne islamartikel er en spire som bør udbygges. Du er velkommen til at hjælpe Wikipedia ved at udvide den. |